# الأقلية اليهودية في البحرين

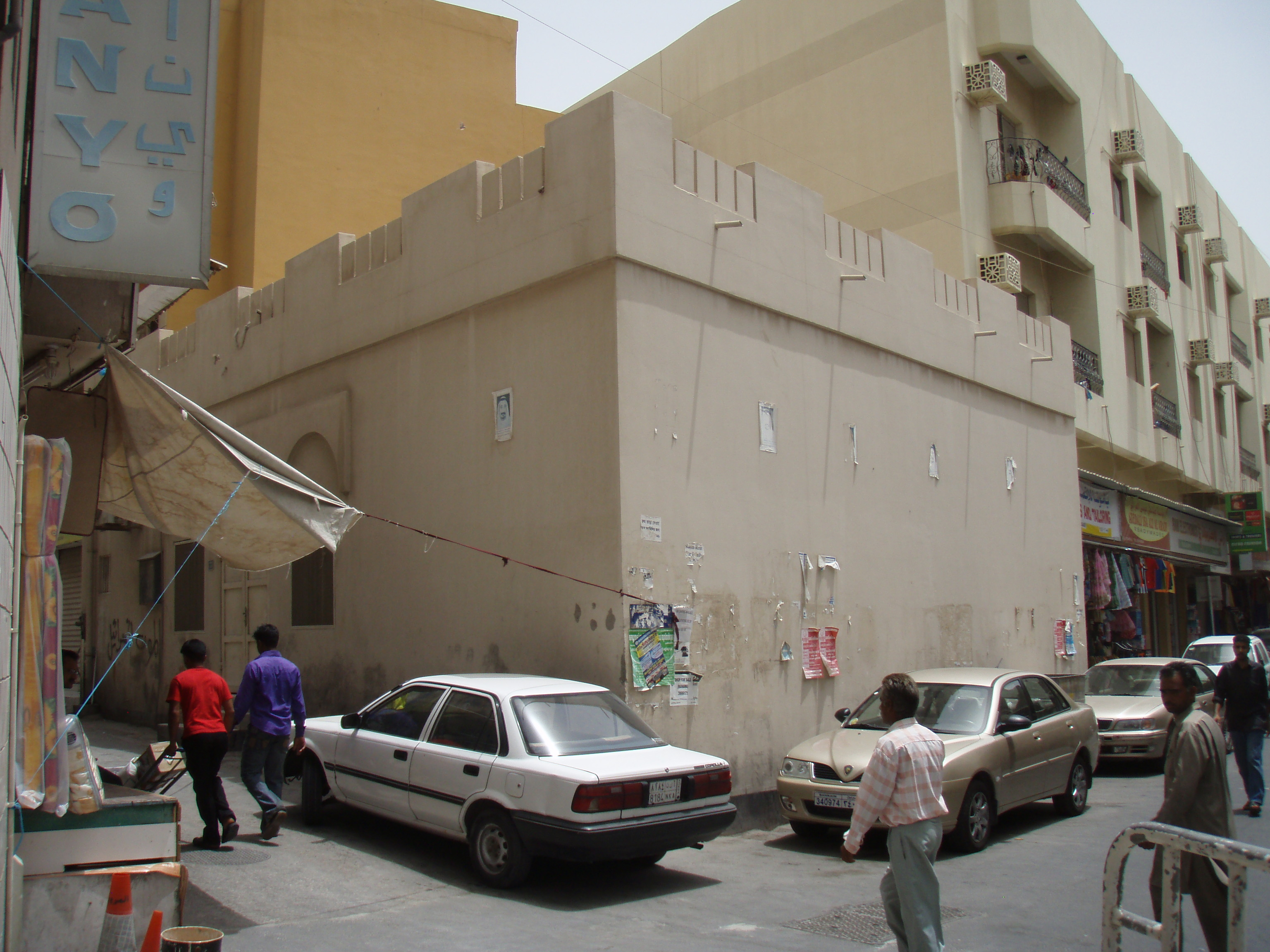
كنيس البحرين.

الأقلية اليهودية في البحرين تشكل جزءا متنوعا ومهما من النسيج الاجتماعي والثقافي للبلاد على مر العقود. يعود تاريخ وجود اليهود في البحرين إلى القرن التاسع عشر حيث استقروا في البلاد لأسباب تجارية ودينية. خلال فترة ازدهار التجارة في البحرين لعبت الجالية اليهودية دورا بارزا في الاقتصاد المحلي وأثرت في الحياة الثقافية والاجتماعية من خلال مساهماتها في الفنون والتعليم.
على الرغم من التحديات التي واجهتها الجالية اليهودية بما في ذلك التغيرات السياسية والاجتماعية في منطقة الخليج العربي تمكنت الأقلية اليهودية من الحفاظ على هويتها الثقافية والدينية. في السنوات الأخيرة شهدت الجالية تجددا في النشاطات المجتمعية والدينية مما يعكس التزام البحرين بالتعايش السلمي والاحترام المتبادل بين مختلف الطوائف.

## هجرة الأقلية اليهودية إلى البحرين

### بداية استقرار الأقلية اليهودية في البحرين
تعددت الروايات التي تناولت بداية استقرار الاقلية اليهودية في البحرين لكنها جميعاً متقاربة حيث تدور في محيط الفترة من منتصف القرن التاسع عشر والثلاث عقود اللاحقة له، فالمصادر اليهودية ارجعت بداية استقرار الاقلية اليهودية في منتصف القرن التاسع عشر، أما الرواية اليهودية المحلية في البحرين فذكرت ان استقرار الاقلية اليهودية في البحرين كان عام 1862، كما ذكر ابراهيم النونو أحد كبار الجالية اليهودية في البحرين.
وجاء في الوثائق البريطانية في وثيقة تعود إلى العام 1872 كتبها الحاج عبد النبي صفر الوكيل المحلي البريطاني في البحرين أن أحد اليهود ويدعى نسيم اليهودي قد افتتح دكاناً أو محلاً في المنامة وهناك روايات أخرى تشير إلى أن استقرار الطائفة اليهودية في البحرين حصل في نهاية الثمانينات من القرن التاسع عشر وهناك الكثير من الباحثين من ربط بين وجود الأقلية اليهودية في البحرين ونزوحهم من الاحساء اثناء الحكم العثماني (1871-1913) والارتباط الاقتصادي والاجتماعي بين المنطقتين، اضافة الى القرب الجغرافي، حيث تعرف بعض اليهود في الاحساء على البحرين عن قرب وهاجر بعضهم اليها.
ويرجح الكاتب يوسف المطيري في كتابه تاريخ اليهود في الخليج الرواية التي جاءت في الوثيقة البريطانية قائلا: "إن استقرار الاقلية اليهودية في البحرين قد جاء في تلك الفترة، فلو لم يكن هذا الحدث مهما لما تناوله الوكيل المحلي في البحرين في رسالته الى المقيم السياسي في الخليج العربي، وبالتالي نرى انها الرواية الارجح".
ومن الجدير بالذكر هنا رغم أن جميع الروايات التي تذكر بداية التواجد اليهودي في البحرين متقاربة من حيث الفترات الزمنية ويصعب تحديد الارجح والاصح في ذلك الا ان الرواية التي جاءت بها الوثائق البريطانية التي ذكرها الوكيل المحلي البريطاني في العام 1872 كونها تعد وثيقة رسمية من قبل السلطات المحلية آنذاك.
استقبلت البحرين المجموعة الأولى من اليهود القادمين اليها من الاحساء عام 1872 لكن اعدادهم كانت ضئيلة ووجودهم متقطعاً، حيث زار صامويل زويمر البحرين في 7 ديسمبر 1892 وظل بها الى مطلع يناير 1893 ولم يذكر أي وجود يهودي في البحرين في تلك الفترة رغم انه ذكر معلومات عن تعداد السكان واصولهم والتنوع العرقي بينهم.
وفي عام 1894 ذكر المبشرون في البحرين بان بعض اليهود في الاحساء قد هاجروا الى البحرين وقد ايدوا قولهم هذا بانهم قاموا ببيع عدد من الكتب الدينية المسيحية باللغة العبرية لبعض اليهود المقيمين في البحرين، وقد ارتبطت هذه الهجرة، التي شملت سكان منطقة الاحساء، بعجز السلطات العثمانية عن فرض النظام وايقاف هجمات القبائل على الطرق والقوافل التجارية فعمت الفوضى البلاد وانقطعت السبل وكثر السلب والقتل.
استمر وجود الاقلية اليهودية ضئيلا في البحرين حتى نهاية القرن التاسع عشر رغم ازدياد عددهم، ونستطيع ان تلاحظ ذلك من خلال الاحصائيات التي وضعتها الارسالية العربية الأمريكية في نشرتها الدورية "العربية المهملة" لعدد الكتب الدينية المسيحية التي تم بيعها في مراكزها التنصيرية في منطقة الخليج العربي باللغات المختلفة، ففي عامي 1892 و1893 لم يتم بيع أي كتاب ديني مسيحي باللغة العبرية في البحرين، بينما نجد انه في الفترة من أكتوبر الى ديسمبر 1894 تم بيع 4 كتب دينية مسيحية باللغة العبرية، وفي الفترة من يناير الى مارس 1895 تم بيع 6 كتب حتى وصل عدد اليهود الذين قاموا بشراء كتب مسيحية باللغة العبرية من الارسالية العبرية الامريكية في البحرين عام 1900 الى 27 یهودیا، كما قام المستشرق الأمريكي صامويل زويمر بعلاج بعضهم.
فيما ذهب بعض الباحثين وراء وجود اليهود في البحرين الى نزوحهم من المنطقة الشرقية في المملكة العربية السعودية، فقد ارتبط وجود اليهود مع وجود النفوذ العثماني في شبه الجزيرة العربية حتى عام 1913، وقد جلبهم العثمانيون من العراق لمسك الدوائر الادارية والعسكرية في المنطقة، وبعد نزوحهم طواعية هاجروا الى العراق، وقسم اخر الى المنامة، وكان ارتباط اليهود بالحكم العثماني كبيرا، فقد لعبوا دورا مهما في مسك الدوائر العثمانية في اليمن كذلك، ومن يهود الاحساء او قاطنيها ممن نزحوا الى البحرين صالح اليهودي، عاش في الاحساء نحو اربعين عاما، اضافة الى 35 عاما في البحرين، وكان يرتبط بعلاقات تجارية وثيقة مع بعض تجار الاقمشة، والخياطين في الاحساء.
وخلال العقد الأول من القرن العشرين كان يتواجد في البحرين 50 يهودياً من العراق بالإضافة الى 5 من الرعايا البريطانيين من اليهود ربما كانوا من الهنود وفي عام 1914 بدأت اعداد الاقلية اليهودية في البحرين تزداد بصورة واضحة وهو ما لاحظته الارسالية العربية الأمريكية والوثائق البريطانية وان اختلفوا في اسباب هذه الزيادة، فالإرسالية العربية الأمريكية ذكرت ان اعداد الاقلية اليهودية في البحرين تزداد تدريجياً، وبينت ان اسباب هذه الزيادة هي الهروب من الخدمة العسكرية الالزامية في البصرة وبغداد، والسبب الثاني وهو الغالب تحقيق الثراء، اما الوثائق البريطانية فقد ذكرت ان اعداد الاقلية اليهودية في البحرين تزداد وخصوصا من الجماعات غير المرغوب بها في بغداد دون ان تبين ماهيه هذه الجماعات واسباب هجرتها.
في حين تشير بعض المصادر التاريخية وبعض المعاصرين للعوائل اليهودية القديمة في البحرين الى شيء من تاريخها ان اليهود الذين استوطنوا البحرين كانوا من اصول عراقية، وامتهنوا التجارة وقد بدأت حركة هجرتهم مع بداية القرن التاسع عشر، وكان مسكنهم مدينة المنامة في الغالب، وذلك ما يذهب اليه عميد الجالية اليهودية في البحرين داود نونو وهو احد كبار الطائفة اليهودية في البحرين قائلا: "ان اليهود الذين اتوا الى البحرين جاؤوا كلهم من العراق ايام الترك واستوطنوا البحرين، وعندما وجدوا ان البحرين مكان جميل عاشوا فيه ولم يرجعوا الى العراق ... انا اتذكر ان اجدادي جاؤوا الى البحرين قبل أكثر من مئة سنة، ثم جاءت بعد ذلك جالية من ايران، وكان اكبر ازدهار لليهود في البحرين وصل فيه عددهم بين ٣٠٠ الى ٤٠٠ شخص".
استمرت اعداد الاقلية اليهودية في البحرين بالازدياد في الثلاثينات من القرن العشرين، مما دفع ببعض المواطنين البحرينيين الى الاحتجاج عبر بعض الصحف العربية على السماح بالهجرة اليهودية الى البحرين. وقد استمرت الهجرة اليهودية الى البحرين ولاسيما بعد صدور قانون الجنسية البحريني عام 1937 املا في الحصول على الجنسية البحرينية، فوصلت اعداد الاقلية اليهودية في البحرين عام 1947 الى اعلى مستوى لها، فقد بلغ عددهم ما يقارب ستمائة فرد وقد ذكر احد الباحثين أن عددهم قد بلغ 1300 فرد وذكر اخرون 3000 فرد وفي نفس العام اصدر حاكم البحرين الشيخ سلمان بن حمد آل خليفة امراً بمنع دخول اليهود الى البحرين من غير المقيمين فيها، مما يعني عدم التعرض لليهود المتواجدين اصلاً في البحرين والسماح لهم بالإقامة والسفر والتجارة وحرية العبادة.

### ظروف تزايد اعداد الاقلية اليهودية في البحرين
كان هناك اعداد كبيرة من الاقلية اليهودية تقيم في بلاد فارس والهند والعراق، ولكن لعبت ظروف داخلية دوراً مهماً في هجرة افراد من هذه الاقلية الى مناطق اخرى منها منطقة الخليج العربي وتحديدا في الكويت والبحرين، بالإضافة الى ظروف خاصة بالأقلية اليهودية وببعض افرادها لكن ذلك لا يعني عدم وجود اقلية يهودية استقرت في بعض مناطق الخليج العربي منذ القدم. ويمكن ان نجمل اسباب تزاید اعداد افراد الاقلية اليهودية في البحرين عام 1914 كالتالي:
- هجرة عدد من يهود العراق هرباً من الخدمة العسكرية الالزامية في البصرة وبغداد او دفع بدل الخدمة العسكرية الالزامية.
- الرغبة في تحقيق الثراء والبحث عن فرص تجارية افضل وخصوصاً ممن تعرضت اعمالهم التجارية للكساد والخسارة في العراق بعد قيام الحرب العالمية الأولى (1914-1918) وكانت هذه الفئة اليهودية هي الأكثر من بين اليهود المهاجرين الى منطقة الخليج العربي خلال هذه الفترة.
- هجرة بعض افراد الاقلية اليهودية من الاحساء الى البحرين عام 1914 بعد سقوط الاحساء بيد الملك عبد العزيز آل سعود حيث عاد بعضهم الى العراق والبعض الآخر ذهب الى البحرين.
- تزايد هجرة بعض اليهود من بغداد عام 1914 كما بينت الوثائق البريطانية لكنها جعلت الاسباب مبهمة وغير واضحة وذكرت فقط انهم من الجماعات غير المرغوب فيها في بغداد.
- سوء الأوضاع الاقتصادية والاجتماعية التي خلفتها الحرب العالمية الأولى في العراق.

من خلال ماذكر يمكننا القول ان هناك عدد من الاسباب وليس سبب واحد دفعت الأقلية اليهودية الى الهجرة من مناطق سكناهم في مواطنهم الأصلية والاستقرار في البحرين منذ النصف الثاني من القرن التاسع عشر ومطلع القرن العشرين.

### العوامل التي شجعت الاقلية اليهودية على الاستقرار في البحرين
لعبت عوامل عديدة على تشجيع الاقلية اليهودية على اختيار منطقة البحرين كإحدى مناطق الخليج العربي للاستقرار فيها، ومن هذه العوامل:

#### الموقع الجغرافي
يعتبر القرب المكاني للبحرين من المناطق التي نزحت منها الاقلية اليهودية كالعراق وبلاد فارس احد العوامل المهمة في اختيارها كواحدة من دول الخليج العربي في عملية النزوح وربما العودة الى المناطق القديمة في حال انتفاء اسباب النزوح، ذلك ما وفرته البحرين كدولة من دول الخليج العربي. وارتباطها مع بعضها بطرق مواصلات برية وبحرية سالكة وامنة.

#### ازدهار النشاط التجاري والاقتصادي
عاشت البحرين نشاطاً تجارياً مزدهراً خلال القرن التاسع عشر وحتى منتصف القرن العشرين مما شكل عنصر جذب الاستقرار الكثير من الاقليات على ارضها، فكانت تمارس نشاطاً تجارياً كبيراً كونها مركزاً تجارياً هاماً مع شبه الجزيرة العربية واهم اسواق اللؤلؤ في الخليج العربي في بداية القرن العشرين.
وقد بلغت قيمة الواردات الى البحرين لسنة 1905 ما قيمته 23 مليون و400 الف روبية اما الصادرات فقد بلغت لنفس العام 20 مليون و400 الف روبية، كما دخل ميناءها 65 مركباً محملاً بالبضائع البريطانية، وساهم انخفاض الرسوم الجمركية في البحرين منذ فرضها عام 1860 في ازدهار نشاطها التجاري، فكانت تتفاوت من حين إلى آخر لكنها لم تتجاوز 4% حتى عام 1898 عندما ارتفعت الى 5% لكنها في كلا الحالتين تعتبر من الرسوم الجمركية المنخفضة مقارنة بالمناطق الأخرى من الخليج العربي.

#### الاستقرار السياسي والامني
كانت البحرين تتمتع باستقرار سياسي وامني بالمقارنة بالمناطق التي هاجرت منها الاقلية اليهودية، حيث جاء استقرارها في السبعينيات من القرن التاسع عشر متزامناً مع تخلص البحرين من صراعاتها العائلية، وامنت نفسها ضد أي عدوان خارجي حيث وقعت معاهدات مع بريطانيا في السنوات 1861 و1881، وتوجت باتفاقية الحماية عام 1892 وقد وفرت هذه المعاهدات والاتفاقيات المختلفة الاستقرار السياسي والامني للبحرين.
بالإضافة الى ان البحرين كسائر مناطق الخليج العربي، ما عدا الاحساء، في انها مستقلة أو بعيدة عن السيطرة العثمانية زمن استقرار الاقلية اليهودية فيها، فغالبية اليهود الذين استقروا في البحرين كانوا قد اتوا من العراق الذي يعتبر ضمن اراضي الدولة العثمانية، فهاجروا الى مناطق غير تابعة لها كالبحرين التي كانت ملجا لليهود الهاربين من العراق بسبب الخدمة العسكرية الالزامية أو المعاملة السيئة.

#### التسامح الديني ونبذ التعصب
تميزت البحرين بالتسامح الديني، ونبذ التعصب وتقبل الآخر المختلف عنهم دينياً، لذلك فقد استقرت هناك اقليات دينية غير اليهود، كالفرس والإفارقة والهندوس.

#### وجود سلطة استعمارية اوروبية توفر الحماية للأقليات
عملت السلطات البريطانية في المناطق التي هاجرت اليها الاقلية اليهودية في الخليج العربي على حمايتها كما تفعل عادة مع الاقليات، وكانت بريطانيا، وهي المعنية بذلك، قد ربطت هذه المناطق بالعديد من الاتفاقيات والمعاهدات دفاعاً عن مصالحها، ما جعلها القوة المسيطرة وذات النفوذ القوي في الخليج العربي، كما قامت بتعيين معتمدين سياسيين ووكلاء محليين في هذه المناطق، كما وفرت الحماية لتلك الاقليات واعتبرتهم من رعاياها فلا يحاكمون في المحاكم المحلية الا بحضور المعتمد السياسي او من يمثله، كذلك قامت السلطات الاستعمارية بفتح مراكز تنصيرية فيها، فقد تم فتح مركز تنصيري في البحرين عام 1893، مما يؤكد اهمية تلك المناطق ومدى ما تتمتع به من استقرار سياسي وامني وتسامح ديني وحماية توفرها السلطات المحلية والاجنبية.

### اهم العائلات اليهودية التي هاجرت الى البحرين
كان اول من سكن البحرين من اليهود في نهاية عقد الثمانينات من القرن التاسع عشر الميلادي هو صالح الياهو يادكار الذي جاء من البصرة في العراق الى البحرين، وبدأ عمله بائعاً للتبغ، ثم صاحب محل لبيع الدقيق، واخيراً امتهن تجارة الاقمشة فاشتهر بين ابناء المجتمع البحريني أنذاك يتاجر بالأقمشة وبيع العباءات.
اندمج صالح يادكار مع ابناء المجتمع البحريني فسجل اولاده للدراسة في المرحلة الابتدائية بالمدرسة الجعفرية بالمنامة، مدرسة أبو بكر الصديق الإبتدائية للبنين حالياً، وسجل بناته للدراسة في المدرسة الارسالية الأمريكية.
قدمت الدفعة الثانية الى البحرين في العقد الأول من القرن العشرين، وكانت تعرف هذه الدفعة بدفعة بغداد لأنها كانت مكونة من يهود بغداد. وكان على رأس هذه الدفعة اسحاق سويري، الذي ارتبط بعلاقات طيبة مع قاضي البحرين حينذاك الشيخ قاسم المهزع وذلك من خلال استئجاره الى احد المنازل التي كان يمتلكها في المنامة، حيث بقى في هذا المنزل قرابة العشرين سنة كانت كفيله بوجود صلة مودة بينهما، وبدأ اسحاق سويري عمله في البحرين ببيع التبغ، الا انه تحول فيما بعد إلى بائع عطور.
كذلك اشتملت دفعة بغداد على عائلة مائير روبين، وقد جاءت من بغداد عام 1914، وعميد العائلة هو منير داوود روبين تاجر الاقمشة، وابنه يسمى داؤد عمل لدى بنك ستاندرد تشارترد فرع المنامة لمدة 35 عاماً واصبح الموزع الوحيد لمنتجات شارب للأدوات الالكترونية، بعد أن تفرغ لاعمالة الخاصة.
تزوجت احدى بنات داود روبين بناجي هارون كوهين عام 1933، كانت هذه العائلة تقيم بالبصرة، وناجي عمل بتجارة المنسوجات، وشارك ابناؤه بإدارة اعماله واستأجر سينما البحرين من الشيخ علي بن أحمد آل خليفة، وسينما اللؤلؤ من محمد بن عبد العزيز القصيبي، وقامت احدى بنات ناجي هارون بتدريس اللغة العربية في مدرسة قلب المقدس، وقد تزوجن بنات ناجي هارون جميعهن واسكنوا بين العائلات اليهودية البحرينية المقيمين فيها.
كذلك عائلة النونو وهي من ابرز الاسر اليهودية ذات الأصول العراقية ولاتزال مقيمة في البحرين حتى الان ويبدأ تاريخ العائلة بابراهيم نونو الذي غادر العراق وهو في سن التاسعة عشر من عمره ليصل إلى البحرين وكان يدور في الاحياء مناديا "زري عتيق" وكان "الزري" يجمع ويُصهر لاستخراج الذهب والفضة منه ليباع في الخارج، وفي هذه الحرفة بدأ ابراهيم نونو تجارته الصرافة ليؤسس شركة البحرين المالية ويقوم بتحويل الاموال من والى البحرين وايران، وله اربعة ابناء واربع بنات.
بلغ افراد العائلة نحو مئة يتوزعون في عدد من العواصم العالمية، وكان عضواً في بلدية المنامة عام 1934، وعمل بتجارة الذهب مع شركة انكليزية، وعين ابراهيم ابن داوود للمرة الأولى عضوا في مجلس الشورى ممثلاً للجالية اليهودية وهدى النونو سفيرة مملكة البحرين السابقة في الولايات المتحدة الأمريكية.
وعائلة مراد يعرف منها ناجي مراد كان تاجرا ولديه متجر في المنامة، كان وكيلاً لساعات رولكس، وله عم يقال له ابراهيم، كما ان لناجي ابناء منهم فيكتور وانور ويوسف، وهم يعيشون في بريطانيا، ويأتون الى البحرين بين حين واخر.
وعائلة خضوري وهي عائلة تنحدر من اصول عراقية ويعرف منها يوسف خضوري، الذي كان لديه متجر مطل على شارع باب البحرين يبيع فيه التحف والصوف والسجاد، وله متجر للأقمشة ايضاً، وهو تاجر كبير وصاحب اموال افلس في العراق، وذلك بعد الحرب العالمية الأولى، ثم اتى الى البحرين، كان مثقفا وانيقاً، واصبح يوسف خضوري من الشخصيات البارزة في البحرين ونتيجة لعلاقاته الوثيقة بحكام البحرين والمعتمدين السياسيين ومستشار حكومة البحرين تشارلز بلجريف انتخب عضواً في بلدية المنامة وعرف بين اليهود بلقب رئيس اليهود.
وهناك العديد من الاسر اليهودية المختلفة التي حملت لقب عائلة الكويتي بسبب انتقالها من الكويت الى البحرين مثل عائلة يوسف الكويتي وعائلة ساسون الكويتي وعائلة ناجي صالح الكويتي وشقيقه خضوري، وهناك العديد من الأسر اليهودية التي استقرت في البحرين وبعضها ما زال يقيم هناك وبعضها هاجر إلى مناطق مختلفة من العالم.
مما سبق يمكننا القول ان اغلب العوائل اليهودية التي استقرت في البحرين خلال الفترات الزمنية المختلفة، وحتى التي نزحت من الكويت الى البحرين كانت تعود في جذورها التاريخية الى العراق وحسب ما تشير اليه جميع المصادر التاريخية.

## الاوضاع الاقتصادية والاجتماعية والسياسية للأقلية اليهودية في البحرين
كانت البحرين محط انظار الاقليات الدينية والعرقية للمميزات التي كانت تمتاز بها وافتقدتها في مواطنها الاصلية، واهمها النشاط الاقتصادي والتجاري النامي والمزدهر، والاستقرار السياسي، والتسامح الديني وتقبل الآخر.

### الاوضاع الاقتصادية للأقلية اليهودية في البحرين
اعتمدت الاقلية اليهودية التي استقرت في البحرين على النشاط التجاري في اقتصادياتها بالإضافة الى انشطة اقتصادية اخرى، وقد تطورت اعمالهم التجارية وازدهرت منذ بداية العقد الثالث من القرن العشرين.
مارس بعض افراد الاقلية اليهودية في البحرين الصرافة الذين استحوذوا على سوق الصرافة والتحويل المالي فيها واسسوا شركات كبرى لها مكانتها في البحرين تعاملت في العملات المختلفة تجاوزت حدود البحرين الى الكويت والعراق، فقد قام انور منشي كوهين التاجر اليهودي في الكويت بافتتاح محل للصرافة كفرع المحلهم في البحرين الذي كان يديره والده وشقيقه داوود، كما كان يُرسل من العراق الى البحرين مبالغ كبيرة لاستبدالها بعملات اخرى لازدهار سوق الصرافة في البحرين، ومن اشهر الشخصيات اليهودية التي عملت في مجال الصرافة في البحرين اسحاق قحطان وعزرا حسقيل وابراهيم نونو.
وعمل بعض الاثرياء من الأقلية اليهودية في البحرين ببيع وشراء السبائك الذهبية وتصديرها أو تهريبها في الثلاثينات والاربعينات من القرن العشرين وخاصة الى الهند مباشرة او عبر مناطق اخرى، حيث ان اسعار الذهب هناك تزيد عن اسعارها في البحرين بنسبة تصل الى 20% ، وقد شارك بعض التجار اليهود تجاراً محليين في هذا النشاط فكان التاجر المحلي يبعثها مع احدى السفن المسافرة الى الهند سرا لبيعها هناك، وبعد انكشاف هذه الطريقة اصبح العاملون في تهريب الذهب يشترون بقيمة بضائع مختلفة او ياتون بالمبالغ معهم نقدا.
كما عمل بعض اثرياء اليهود مثل ناجي هارون كوهين ويوسف خضوري وابناء اسرة النونو بالاشتراك مع عدد من التجار المحليين في مشروع استئجار دور السينما في العام 1937 كما اسس بعضهم بالشراكة مع تجار محليين داراً للسينما كانت تعرض الافلام المصرية.
كما افتتح ابراهيم اسحاق سويري وشقيقه جورجي شركة لتسجيل الأغاني على اسطوانات تحت اسم شركة فون، حيث سجلت عدد من الاغنيات لبعض الفنانين المشهورين في ذلك الوقت مثل محمد زويد وعبد الله الفضالة، وكان يتم تسجيل الاغاني في الهند، كما امتلك احد ابناء اسرة يادكار اليهودية متجرا لبيع الاسطوانات الغنائية في البحرين.
كما انحصرت الاحتكارات والوكالات التجارية التي مارستها الاقلية اليهودية في البحرين بوكالة العديد من الاجهزة الكهربائية والساعات حتى منتصف القرن العشرين، وبعضهم مازالوا يملكون وكالاتها حتى الآن، ومن الاجهزة الكهربائية التي وكلاؤها اثرياء يهود في البحرين هيتاشي وكروان وكان يملك وكالتها جورجي وحسقيل اسحاق سويري، كما أن فيكتور ويوسف مراد وكلاء لاجهزة اكاي وبيونير وعائلة روبين وكلاء شارب وايضا يمتلك بعض افراد الاقلية اليهودية في البحرين وكالة العديد من الماركات المعروفة مثل ساعات روليكس وسايكو ولونغوينيس واجهزة راديو ويستنغهاوس.
وكاد يكون نشاط تجارة الاقمشة في البحرين النشاط الذي عملت به غالبية افراد الاقلية اليهودية منذ استقرارها في البحرين حتى اصبح بعضهم من كبار الأثرياء، بالإضافة الى عمل بعض افراد الطبقتين المتوسطة والفقيرة في هذا النشاط، وقد تعددت صور هذا النشاط من استيراد وبيع الاقمشة والملابس والاقمشة المستخدمة في صنع الستائر والمفارش والعباءات النسائية والرجالية، ومن الذين عملوا في تجارة الاقمشة المختلفة والملابس في البحرين صالح الياهو يادكار الذي يعتبر من اوائل اليهود الذين استقروا في البحرين حيث بدا حياته بممارسة انشطة تجارية صغيرة ومنها بيع الملابس المستعملة وبعدها تجارة الاقمشة وخاصة اقمشة العباءات النسائية واستمر ابنه يعقوب بممارسة هذا النشاط من بعده.
من الاسر اليهودية والافراد الذين عملوا في تجارة الاقمشة في البحرين اسرة يعقوب كوهين، خضوري حوقي، صهيون رحامیم، ابراهیم اسحاق سويري، منير داوود روبين، ناجي هارون كوهين، عبود زلوف، واسرة ساسون الكويتي التي هاجرت من الكويت الى البحرين وكانت تعمل في نفس النشاط، كما عمل أفراد اسرة يوسف خضوري في نفس استيراد وبيع اقمشة الستائر والمفارش.
تقع غالبية محلات ودكاكين اليهود في البحرين، وخاصة محلات ودكاكين بيع الاقمشة، في سوق المنامة الداخلي بالقرب من باب البحرين وفي شارع المتنبي، وقد عرف سوق البحرين باسم سوق اليهود في فترة من الفترات كما عرف شارع المتنبي في الثلاثينات واربعينات القرن العشرين بشارع اليهود لوجود اغلب محلات ودكاكين اليهود في هذا الشارع، وكانت تغلق يوم السبت تأكيداً ودليلاً على الحرية والتسامح الديني التي تمتعوا بها في البحرين.
وعمل بعض افراد الاقلية اليهودية في البحرين من الرجال والنساء كباعة متجولين يحملون البضائع وخاصة الاقمشة والملابس في الاحياء والشوارع، ومنهم يهودي يقال له باروق كان يحمل سلة تحتوي على ملابس واقمشة ويزور المنازل لبيع بضاعته، كما كانت النساء اليهوديات يأخذن البضائع وخاصة الاقمشة الى البيوت لبيع بضاعتهم للنساء اللاتي لا يذهبن الى السوق، ومنهن تفاحة التي ذكرها شارلز بلجريف في مذكراته التي كانت تزوره لإصلاح ملابسه.
مارس قلة من اليهود بيع وتصنيع المشروبات الكحولية في البحرين نتيجة لعمل الاقليات الأخرى في هذا النشاط فلم يعد اليهود يحتكرون هذه التجارة، ومن افراد الاقلية اليهودية في البحرين الذين عملوا في بيع المشروبات الكحولية عزرا صالح البقال، كما افتتح احد اليهود حانة لبيع المشروبات الكحولية في نادي البحرين الرياضي عام 1953 وهو ناد للأقلية الهندية في البحرين.
ومن المهن والاعمال اليدوية والمهنية التي مارسها بعض افراد الاقلية اليهودية من الرجال والنساء في البحرين مهنة الخياطة وتطريز الملابس والعباءات النسائية، ربما لعمل كثير منهم في البحرين في استيراد وبيع الاقمشة باختلاف انواعها، وقد ورد ذكر امرأة يهودية في تقرير للإرسالية العربية الأمريكية في عام 1923 اشتهرت في عمل العباءات النسائية المطرزة بالفضة، ونتيجة لمهارتها فقد ازداد الطلب على عملها مما أثر على نظرها فزارت مستشفى الارسالية للعلاج، ربما كان اسمها مسعودة شاؤول او ام نجم، كما كان هناك امرأة يهودية أخرى عملت في خياطة الملابس النسائية واسمها حبابة ومنزلها قريب من الكنيس اليهودي، وكان هناك عدد من الرجال اليهود الذين عملوا في الخياطة والتطريز وامتلكوا محلات خاصة بهم ومنهم جورجي كوهين وصالح الزوري.
واخيرا امتلك بعض افراد الاقلية اليهودية في البحرين مشاريعهم الصغيرة المختلفة مثل البيع بالتجزئة لبعض السلع والبضائع، وانشاء المقاهي مثل مقهى موشي الاقرع ومقهى حاييم، كما كان في البحرين فندق صغير افتتحه احد اليهود في الاربعينات من القرن العشرين يسمى خان اليهود.
نستنتج مما سبق لقد مارست الاقلية اليهودية المتواجدة في البحرين انشطة تجارية واقتصادية مختلفة كانت الغاية منها كسب المال والاستقرار، ويمكننا القول ان الاقلية اليهودية كانت تركز في نشاطها المالي على سوق الصرافة والحوالات المالية بالدرجة الأولى وعلى التجارة بالدرجة الثانية والاعمال الأخرى بعد ذلك.

### الاوضاع الاجتماعية للأقلية اليهودية في البحرين
اعتاد افراد الاقلية اليهودية، اما برغبتهم لأسباب خاصة تتعلق بديانتهم او فرضاً عليهم، العيش في احياء او اجزاء من المدن التي استقروا بها وهو و ما يسمى الجيتو وكان الجيتو يشكل حاجزاً امام اندماج الجماعات اليهودية في المجتمعات التي تعيش بينها، وكانت النظرة لتلك الجيتوات نظرة ازدراء وتنم عن نوع من العداء الموجه ضدهم.
تركزت الاحياء التي استقرت فيها الاسر اليهودية في مناطق مختلفة من المنامة لكنها جميعاً كانت حول المركز التجاري او السوق، لذلك لم تتم تسمية منطقة معينة باسمهم لتوزع منازلهم في احياء مختلفة منها الحورة والعوضية والفاضل والحطب.
ورغم ان اليهود بشكل عام لا يمكنهم الاندماج في المجتمعات التي يعيشون فيها والمخالفة لهم بالعقيدة بسبب هويتهم او شخصيتهم او طبيعتهم او جوهرهم اليهودي، وهو ما يسمى بالعزلة اليهودية الا ان الاقلية اليهودية في البحرين بشكل عام استطاعت الاندماج مع الاكثرية العربية المسلمة، وتمكنت ان تحتفظ بعلاقة طيبة معهم فلم يتعرضوا لمضايقات واضطهاد يهدد وجودهم ويدفعهم للهجرة ماعدا بعض الفترات التي نتجت عن الصراع العربي الاسرائيلي او نتيجة لحوادث فردية غالبا ما يتم احتوائها.
وهذا الاندماج يعود الى اكثر من سبب منها ان أكثر الطائفة الموجودة في البحرين من اصول عراقية والعراق من الدول القريبة للمجتمع البحريني الذي غالبيته الشيعية من حيث المقامات والمقدسات، وارتباط تاريخي بارض العراق، مما جعل الشخصية العراقية ليست غريبة عليها، وقد يرجع لكون ان ابناء الطائفة اليهودية اشخاص مثقفون يجيدون ادارة علاقاتهم ايضا، او قد ترجع للطيبة التي تغلب على اهل البحرين وهي عادة ابناء الجزر في الترحيب باي زائر لهم، وقد تكون كل هذه الاسباب متظافرة، الحصيلة ان العزل كفعل لم يتجسد في ابناء الطائفة اليهودية في البحرين.
ومن العلاقات التي نشأت في المجتمع البحريني بين ابناء الطائفة اليهودية والمسلمين، منها علاقات تجارية وعلاقات اجتماعية، فقد كانوا يتبادلون الزيارات بين اهل المنطقة الواحدة وحتى ايام المناسبات يشترك الجميع في هذه المناسبة بصورة او اخرى، ومن هذه المناسبات عاشوراء، وكان ايام وفيات ائمة الشيعة يعطيهم احد اصحاب المقاهي اليهود بالمنامة الدافور مصباح يعمل بالزيت لمقيمي العزاء ليلاً، كما كان يغلق في الوفيات احتراماً لمعتقداتهم، وهذه العادة كانت عند اغلب ابناء الطائفة.
كذلك وصف بعض افراد الاقلية اليهودية في البحرين وبعض المواطنين العلاقة والمعاملة بين اليهود والسكان من عرب ومسلمين بانها جيدة، ويقول روبين احد افراد الاقلية اليهودية في البحرين ومن تجارها المعروفين أن جده منير داوود روبين كان يضع اسمه في لوحة معلقة على دكانه منذ عام، وتحول الدكان الى شركة ولم يحدث أن تعرضوا لأي مشاكل او تخريب متعمد طوال تلك السنين، وتذكر الكاتبة البحرينية نانسي خضوري نقلا عن الكاتب يوسف المطيري ان يهود البحرين لم يتعرضوا لأي نوع من سوء المعاملة، وتقول: "نحن نعتبر انفسنا عرباً في سلام في بلد مسلم".
في المقابل كانت علاقة البحرينيين المسلمين مع الاقلية اليهودية البحرينية بشكل عام جيدة، حيث يذكر اليهودي انور منشي كوهين نقلا عن يوسف المطيري ان اثنين من الاسر المسلمة المعروفة في البحرين وهما خليل المؤيد وخالد العوجان يشهدان عام 1940 ان انور منشي كوهين مولود في البحرين لكي يتمكن من الحصول على جواز سفر بحريني، حيث كانت دائرة الجوازات في البحرين لا تستخرج جواز سفر لليهود الا بشهادة اثنين يهود واثنين مسلمين بان الشخص المعني مولود في البحرين وهاتان الشهادتان تبينان قوة العلاقات التي جمعت بين اليهود والسكان المحليين باختلاف فئاتهم، كما تبين المكانة التي يتمتع بها اليهود والتي تجعل المحاكم تطمئن لشهادتهم وتعتمد توكيلاتهم القانونية.
وعلى الرغم من العلاقات الجيدة عموماً بين افراد الاقلية اليهودية وبقية السكان في البحرين، الا انها لا تخلو من بعض المضايقات وتوتر بالعلاقة بينهم وبين السكان المحليين، لكنها لم تؤثر على العلاقة الجيدة عموماً بالسكان ولم تشكل تهديدا لوجودهم، حيث لم تكن تلك الاعتداءات ناجمة عن اعتقادات او فرضيات مسبقة تجاه الاقلية اليهودية في المنطقة، بل ناجمة عن سلوك معين وممارسة يمارسها بعض اليهود ويرفضها بعض السكان الآخرين، أو نتيجة لحوادث عرضية وليدة الموقف ربما يغذيها فيما بعد الممارسات السابقة او استدعاء لبعض الخبرات او الاعتقادات السابقة لدى القلة القليلة من السكان واحياناً بسبب تضارب مصالح الاقتصاديات او اعتقاد بعض السكان بان السلطتين المحلية والاجنبية تحابي بعض افراد الاقلية اليهودية على حساب السكان الآخرين، كما حدث عند تعيين معلم يهودي في احدى مدارس المنامة في فبراير 1941 مكان معلم مسلم نقل الى الرفاع، مما سبب استياء شعبياً في البحرين ليس بسبب التعيين بل بسبب نقل المعلم المسلم وتعيين المعلم اليهودي في البحرين.
كما عمل بعض افراد الاقلية اليهودية في البحرين في الاقراض بالربا، كما مارسوا ايضا عملية التصنيع والاتجار بالمشروبات الكحولية، وقد ادى ذلك إلى نبذهم من قبل البعض وسوء سمعتهم وعدم الرغبة في التعامل معهم وتعرضهم لبعض المشاكل مع السلطة.

### الأوضاع السياسية للأقلية اليهودية في البحرين
تعتبر البحرين الدولة العربية الخليجية الوحيدة التي مازالت تعيش فيها اقلية يهودية حتى الآن ويحمل أفرادها الجنسية البحرينية ويتم التعامل معهم كمواطنين مثل غيرهم، وقد لعبت ظروف عديدة دوراً في استمرار اقامتهم في البحرين حتى الآن منها الرعاية والاهتمام والحماية التي يجدونها من السلطة المحلية والاجنبية منذ بداية استقرارهم في البحرين بصرف النظر عن كونهم يهوداً.
اتفقت نظرة السلطات المحلية والاجنبية (بريطانيا) للأقلية اليهودية والموقف منها من العمل على حمايتها وتمكينها من الاستقرار دون عوائق وان اختلفت الاسباب، فالسلطة المحلية رأت في وجود الاقلية اليهودية دعماً للازدهار التجاري والاقتصادي وتأكيداً على التنوع والحرية الدينية، فيما رات السلطة الاجنبية المتمثلة في بريطانيا في الاقلية اليهودية والاقليات الاخرى دعماً لخططها في تأكيد نفوذها وتمكينها من السيطرة على مقاليد الأمور في البحرين وكجماعة وظيفية او وسطية بين السلطة الاجنبية والسلطة المحلية او السكان وخاصة أن نفوذ بريطانيا في البحرين كان قوياً، حيث كان ينظر الى البحرين محمية بريطانية وليس كمنطقة نفوذ فقط، لذلك لم تكن علاقة الاقلية اليهودية بالسلطة المحلية في البحرين تختلف عن علاقتها بالسلطة الاجنبية.
عملت الاقلية اليهودية على التواصل واقامة علاقات حسنة مع السلطتين المحلية والاجنبية، فكانوا يقومون بزيارة المسؤولين في المناسبات المختلفة لتقديم التهاني لهم، وكانوا يزورون المعتمد البريطاني لتهنئته بعيد ميلاد الملك وفي اعياد الميلاد، وتهنئته بانتصار بريطانيا وحلفائها في الحرب العالمية الأولى والثانية، وتعزيته عن وفاة ملك بريطانيا، خاصة انه كان ينظر اليهم كرعايا بريطانيين حتى عام 1929، كما كانوا يزورون شيخ البحرين لتهنئته بالأعياد الدينية وغيرها من المناسبات المختلفة مع مشاركتهم بالترحيب بضيوف البحرين، ومنها الترحيب بملك السعودية عبد العزيز آل سعود عند زيارته للبحرين عام 1929 حيث اشتركوا بالاحتفالات التي اقيمت بمناسبة الزيارة.
وفي عام 1929 اصدرت الحكومة البحرينية اعلاناً يقضي بأن جميع الاجانب الذين لا يسجلون أنفسهم في الوكالة البريطانية في البحرين يصبحون من الرعايا التابعين لحكومة البحرين وبذلك تغير الوضع بالنسبة لتبعية الاقلية اليهودية للسلطة البريطانية كرعايا لها، حيث لم يسجل عدد كبير من افراد الاقلية اليهودية أنفسهم في المعتمدية وربما رأوا أن كونهم رعايا بريطانيين يعرقل أندماجهم الكامل في المجتمع البحريني وخاصة أن غالبيتهم كانوا عرباً قدموا من العراق، كما أن علاقتهم بالسلطة المحلية وبالسكان المحليين ربما شجعتهم على ذلك.
كان لانتقال تبعية الاقلية اليهودية في البحرين من السلطة البريطانية الى السلطة المحلية أن تغيرت طريقة عضويتهم في مجلس بلدية المنامة، فقد كانت عضوية ممثل للأقلية اليهودية في المجلس وجود ملكية، تأتي بتعيين من قبل المعتمد البريطاني، ولكنها منذ عام 1930 كانت الاقلية اليهودية تنتخب من يمثلها في المجلس ممن لهم حق التصويت، والذي من أهم شروطه وكان عددهم في تلك السنة 100 يهودي ممن لهم حق المشاركة في الانتخابات، وقد مثل الاقلية اليهودية في مجلس بلدية المنامة عام 1930 و1934 ابراهيم نونو كعضو منتخب من قبلهم.
كما كان من اعضاء بلدية المنامة في سنوات لاحقه اسحاق سويري، ومئير داوود روبين، ويوسف الياهو خضوري، الذي عين كعضو في مجلس بلدية المنامة عام 1946 من قبل الحكومة، ولم تكن البلدية المجلس الوحيد الذي كان اليهود اعضاء فيه، ففي مجلس التجارة والمختص بما يوجه اليه من دعاوى تجارية، وكان اعضاؤه خليطاً من جميع الفئات والطوائف والجنسيات المقيمة في البحرين ومنهم اليهود كما كان هناك اعضاء من اليهود في مجلس الصحة.
تأكدت تبعية الاقلية اليهودية للسلطة المحلية في البحرين عندما صدر قانون الجنسية البحريني في فبراير 1937 وبدأ العمل به في مايو من السنه نفسها، وقد اعطى هذا القانون الجنسية البحرينية لكل من ولد في البحرين او خارجها شرط ان يكون مقيماً فيها ولم يسجل اسمه وجنسيته غير البحرينية لدى المعتمدية البريطانية، كما أعطى القانون الحق لشيخ البحرين أن يمنح الجنسية الى أي شخص يقيم في البحرين ويقدم طلباً بذلك.
ونتيجة لعدم تسجيل عدد كبير من الاقلية اليهودية أنفسهم في المعتمدية البريطانية في البحرين، ولولادة عدد آخر في البحرين، فقد حصلوا على الجنسية البحرينية دون معارضة السلطة الاجنبية او المواطنين البحرينيين، كما كانوا يحصلون على جوازات سفر بحرينية بمجرد تقديم طلب بذلك وبشهادة اثنين من يهود البحرين من المواطنين بان الشخص مولود في البحرين ما عدا اليهود القادمين من بلاد فارس، يعود ذلك الى الاطماع الفارسية في البحرين في ذلك الوقت.

## أوضاع الاقلية اليهودية في البحرين منذ عام 1947 حتى الآن

### أوضاع الاقلية اليهودية في البحرين بعد قرار التقسيم عام 1947
منذ استقرار الاقلية اليهودية في منطقة الخليج العربي وحتى نهاية الاربعينات لم يكن ينظر للأقلية اليهودية بأن لها علاقة بالحركة الصهيونية، الا ان اعلان الامم المتحدة تقسيم فلسطين بين العرب واليهود في نوفمبر 1947، ربط بعض السكان المحليين بين الاقلية اليهودية في البحرين والحركة الصهيونية ودولة اسرائيل، أدى الى حدوث غضب شعبي واسع في البحرين.
وفي الاسبوع الأول من شهر ديسمبر 1947 حدثت مظاهرات واحتجاجات في الدول العربية ضد قرار تقسيم فلسطين، وقد شارك شعب البحرين في هذه المظاهرات الى حد اغضب السلطات البريطانية في البحرين، ففي اليوم الأول خرج طلاب وطالبات المدارس في مظاهرات صاخبة وسار خلفهم عدد كبير من النساء والشباب، وطاف الجميع في شوارع المنامة وهم يرددون الشعارات واوقف المتظاهرون سيارتين يملكهما احد اليهود واخرى كانت تقل عدداً من اليهود والقيت الحجارة على تلك السيارات، واوقف المتظاهرون كذلك طبيباً أمريكياً يعمل بمستشفى الإرسالية الأمريكية وهم يهتفون "تسقط أمريكا والروس والصهاينة و الشيوعية" كما القي الطين على بيوت عدد من اليهود، وهاجم المتظاهرون كذلك مبنى البنك الشرقي وكسروا زجاج نوافذه حيث كان يعمل في البنك عدد من اليهود.
وفي اليوم الثاني خرجت تظاهرات اكبر ولكن بدون حوادث عنف تذكر، ولكنها رفعت الشعارات المعادية لأمريكا وروسيا، اما اليوم الثالث فكانت المظاهرات اكبر من اليومين السابقين واكثر تنظيماً، حيث كانت هناك سيارة مفتوحة وقف عليها المتكلمون، وكانت المسيرة منتظمة حتى وصلت الى مبنى يستعمل كمعبد لليهود حيث قام بعض الشباب باقتحام المبنى، واحدثوا به اضراراً طفيفة، كما هاجم المتظاهرون عدداً من المنازل تتراوح ما بين 35-37 منزلاً تم نهبها وتخريبها، وكان من ضمن المنازل المنهوبة منازل 3 مدرسات يهوديات يعملن في الارسالية العربية الأمريكية، بالإضافة الى ثلاثة دكاكين تابعة لليهود.
وفي محاولة من الاقلية اليهودية في البحرين نفي ارتباطهم بالصهيونية والتقليل من التوتر الذي رافق اضطرابات ديسمبر 1947، فقد اصدروا بياناً باسم الطائفة اليهودية في البحرين اعلنوا فيه تعاطفهم مع الفلسطينيين ورفضهم قرار تقسيم فلسطين ومحاربتهم للصهيونية الى جانب العرب بصفتهم عرباً لغة وتقاليد ومبدأ وتعاليم، واعلنوا استعدادهم لتقديم كل ما يثبت ذلك في سبيل محو خطر الصهيونية وابقاء فلسطين عربية وجزءاً لا يتجزأ من العالم العربي الحر.
واصدرت الحكومة البحرينية على اثر اعلان التقسيم ولتخفيف من حدة الغضب قراراً بمنع دخول اليهود اليها، شمل ثلاث شرائح هي: اليهود المؤمنون بالصهيونية والناشطون في الدعوة اليها، واللاجئون، ومن ليس لهم في البحرين اعمال محددة، ورغم انه من الصعب معرفة تصنيفات زائري البحرين من اليهود ممن يندرجون تحت الفئات السابقة، فقد اثار القرار المعتمد البريطاني في البحرين الذي ابدى استياءه من عمومية القرار وقد طبق القرار على من يغادر البحرين من الاقلية اليهودية المستقرة بها فلا يسمح له بالعودة مرة اخرى.
كما اتخذت الحكومة البحرينية العديد من الاجراءات لحماية الاقلية اليهودية وممتلكاتها نتيجة لاعمال الشغب في البحرين، فوضعت دورية شرطة في المنامة مع وضع حراسة عند جميع منازل الاقلية اليهودية في منطقة السوق، واصدرت قراراً بحظر التجول ومنع تجمع أكثر من 5 اشخاص، كما قامت باستعادة الكثير من الاشياء المنهوبة من منازل الاقلية اليهودية ودكاكينهم، كان الهدف من هذه الاجراءات هو ايقاف اعمال الشغب التي من الممكن ان تعود مرة اخرى، كما اتخذت اجراءات لاحقه منها اصدار حاكم البحرين في 8 ديسمبر 1947 بياناً يحظر فيه القيام باي مظاهرات.
ومن الاجراءات اللاحقة التي اتخذتها حكومة البحرين لتخفيف معاناة الاسر اليهودية المتضررة قام حاكم البحرين بدعوة احد ابناء الاقلية اليهودية المعروفين في البحرين وهو يوسف خضوري، وطلب منه ان يحصر اسماء اليهود المتضررين من احداث الشغب خسائرهم المادية حتى تدرس الحكومة تعويضهم مقابل أن يعيدوا فتح دكاكينهم ومتاجرهم حتى لا يزداد التوتر، كما تمت محاكمة المتهمين في احداث الشغب ممن تم القاء القبض عليهم، وصدرت بحقهم احكام بالسجن من 3 الى 9 شهور، ويبلغ عددهم 49 شخصاً من غير رعايا البحرين وهم 25 من العجم و10 من رعايا المملكة العربية السعودية و8 عمانيين و2 من البلوش وعراقيان، وقطري واحد.
نجحت الإجراءات التي قامت بها الحكومة البحرينية بعدم تكرار الاحداث السابقة التي تضررت منها الاقلية اليهودية في البحرين حتى عندما اعلن قيام دولة اسرائيل في مايو 1948، ويقول تشارلز بلجريف مستشار حكومة البحرين الذي عاصر تلك الاحداث: "كانت تلك الاحداث مؤسفة جداً لكننا خرجنا بفائدة عظيمة حيث وضعت نهاية لاعتداءات البحرينيين على الجاليات اليهودية رغم بقاء القليل منها".
استقرت الامور في البحرين بعد الاجراءات التي قامت بها حكومة البحرين ولم تتكرر تلك الاحداث فيما بعد لكنها ساهمت في ازدياد حالة التوتر بين الاقلية اليهودية والسكان المحليين، وكادت ان تعود مره اخرى في يونيو 1948 عندما اعتدى عدد من اليهود كانوا مغادرين من سينما القاعدة البحرية البريطانية في المحرق بالضرب على سائق اجرة رفض نقلهم بسبب تجاوزهم العدد المسموح له بنقلهم، فذهب سائق الاجرة إلى عدد من الاشخاص متواجدين في احدى مقاهي المحرق واستنجد بهم، فجاء حشد من الاشخاص ومع احدهم بندقية وتجمهروا امام بوابة القاعدة بانتظار خروج المعتدين الذين بقوا هناك حتى جاءت الشرطة واخذتهم الى المنامة، وقامت حكومة البحرين بالتعاون مع المعتمدية السياسية البريطانية بتطويق الحادثة واجبار اليهود على الابتعاد عن الانظار حتى جرت محاكمتهم، وحكم على ثلاثة منهم بالسجن شهرين وهم من رعايا البحرين، ورفعت قضية على اثنين آخرين في محكمة المعتمدية البريطانية باعتبارهم مواطنين ايرانيين.
رافق الاحداث السابقة ظهور العديد من الدعوات الى مقاطعة الاقلية اليهودية في البحرين اقتصادياً من خلال توزيع المنشورات والملصقات دعت الى المقاطعة الاقتصادية والمؤسسات المالية لكون عدد كبير من العاملين فيها من الاقلية اليهودية مثل البنك الشرقي في البحرين، لذلك بدأ البنك يفقد الكثير من زبائنه منذ عام 1947 لصالح البنك الامبراطوري الايراني، وعلى الرغم من ان هذه المقاطعة الاقتصادية والمالية كانت حتى نهاية النصف الأول من القرن العشرين محدودة الاثر ولم تلق التأييد الفعال من قبل السكان المحليين في البحرين، الا انها استمرت حتى بداية السبعينيات.
لم تكتف بعض الجهات بالمقاطعة الاقتصادية وانما كانت الدعوة للمقاطعة الاجتماعية للأقلية اليهودية في البحرين، فبعد انتهاء اليوم التالي للمظاهرات التي حدثت في الفترة من 2 الى 4 ديسمبر 1947، ارسل امين سر نادي العروبة رسالة الى رئيس نادي الاهلي في 5 من الشهر نفسه يدعوه بدافع الغيرة العربية الى طرد بعض الاعضاء اليهود من النادي، وأن نادي العروبة ادارة واعضاء يرون في بقاء اليهود ضمن عضوية النادي الاهلي امرا لا يجوز استمراره.
كما لعبت مجلة صوت البحرين دورا كبيرا في نشر الاخبار المختلفة المتعلقة بالأقلية اليهودية والربط احيانا كثيرة بين بعض افراد الاقلية اليهودية في البحرين بالحركة الصهيونية ودولة اسرائيل وخاصة بعد قيام دولة اسرائيل وحتى نمو الفكر القومي وانتشاره، وبدأت التصريح بضرورة مقاطعة الاقلية اليهودية في البحرين اقتصادياً ودعت السكان المحليين الى عدم التعامل معهم والشراء منهم، وقد وجهت الدعوة لمقاطعة جميع افراد الاقلية اليهودية دون استثناء، وبدأت تهدد من يستمر في التعامل معهم بمراقبتهم، وانتقدت من يزورهم في منازلهم، وهددت بنشر اسمه اذا لم يتوقف عن ذلك.
سببت الاحداث التي شهدتها البحرين بعد قرار التقسيم ومقاطعة الاقلية اليهودية في البحرين اقتصادياً واجتماعياً ومالياً وعزوف الكثير من السكان المحليين التعامل معهم الى بداية هجرة الاقلية اليهودية من البحرين.

### هجرة الاقلية اليهودية من البحرين
بلغ أكبر عدد للأقلية اليهودية في البحرين 600 فرد في عام 1947 ثم بدأت الاعداد بعد ذلك بالتناقص نتيجة لهجرة اعداد كبيرة من الاقلية اليهودية منذ ذلك العام وحتى نهاية الستينات من القرن العشرين، وكان لهذه الهجرة اسبابها وهي:
- توتر العلاقة بين الاقلية اليهودية والمجتمع المحلي في البحرين بسبب القضية الفلسطينية والصراع العربي الاسرائيلي والذي نتج عنه تعرض الاقلية اليهودية لبعض الاعتداءات والمضايقات وخاصة في احداث ديسمبر 1947.
- تعرض الاقلية اليهودية لمقاطعة اقتصادية واجتماعية منذ أواخر الأربعينات من القرن العشرين وتأثير تلك المقاطعة على الاوضاع الاقتصادية والاجتماعية لهذه الاقلية، وخصوصاً الطبقة الوسطى والفقيرة.
- اطلاق المسؤولين اليهود مناشدة اطلاق المسؤولين اليهود مناشدة لليهود في جميع انحاء العالم للهجرة الى دولة اسرائيل في يونيو 1948 والاغراءات الاقتصادية التي كانت تقدمها للمهاجرين لدفعهم للهجرة.
- هجرة الكثير من شباب الأقلية اليهودية رغم بقاء اسرهم في البحرين، مما جعل الكثير من الأسر اليهودية الأخرى تقرر الهجرة لاحقا لعدم قدرة بناتهم على الزواج لقلة الشباب اليهودي في البحرين، ومما يدل على ذلك انه في احصائية عام 1959 كان عدد الاقلية اليهودية في البحرين 149، الذكور منهم 60، اما الاثاث فيبلغ عددهن 89.

ويمكن تقسيم مراحل هجرة الاقلية اليهودية من البحرين الى مرحلتين مختلفتين خلال فترة الهجرة والطبقة الاقتصادية اليهودية المهاجرة والمنطقة التي هاجروا اليها، وهذا التقسيم ليس حداً فاصلاً بين المرحلتين.

#### المرحلة الأولى: من عام 1948 الى الخمسينات من القرن العشرين
بدأت هجرة الاقلية اليهودية في هذه المرحلة منذ عامي 1948 و1949 حيث انخفض عدد الأقلية اليهودية من 600 الى 422 فرداً، وكانت هذه الهجرة نتيجة لأحداث ديسمبر 1947 والاغراءات التي كانت تصلهم عن الأوضاع في اسرائيل من فرص اقتصادية واستثمارية متاحة لهم، والدعوات التي كانت تصلهم من هناك للهجرة، منها الرسالة التي استلمها افراد من الأقلية اليهودية في البحرين من المجتمع اليهودي في فرنسا يطلبون من الراغبين في الهجرة الى اسرائيل ان يزودهم بتفاصيل اعمارهم وجوازات سفرهم، كما طلب احد اليهود ويدعى بولي فيزا لزيارة البحرين من الهند في ديسمبر 1949 ليلتقي بالأقلية اليهودية في البحرين لتشجيعهم على الهجرة الى إسرائيل.
ويلفت بلجريف ان الحكومة في البحرين أعلنت عن السماح لكل ابناء الاقلية اليهودية في البحرين الهجرة الى اسرائيل، ويمكنهم بيع ممتلكاتهم على شرط عدم الرجوع الى البحرين وان يسلموا جوازاتهم البحرينية وبذلك تسقط عنهم الجنسية البحرينية اذا كانوا بحرينيين، فهاجرت معظم العوائل، ولم تبق الا اثني عشر عائلة يهودية في البحرين.
وذكر بلجريف ان سفر ابناء الاقلية اليهودية الى اسرائيل كان خلفه كثير من الاغراءات والتي يذهب في تهكمه حولها بقوله: "ارض مليئة بالحليب والعسل"، وبعد تعاقب السنوات اتضح لأبناء الاقلية في البحرين ان الحياة في اسرائيل ليست كما توقعوا، وقد ندم أكثر المهاجرين على تركهم البحرين، ويؤكد هذه الهجرات ابراهيم نونو في كلامه في المقابلة: "كان اكثرهم رحلوا عن البحرين، قسم رحل الى لندن، وقسم رحل الى امريكا وقسم رحل الى اسرائيل، وتفرقوا وبقي عدد قليل منهم في البحرين، وبلغ 25 الى 30 فردا لا أكثر، فيما بقيت عائلته، التي صادف انها في البصرة اثناء احداث 1948.
لكن مجلة صوت البحرين تؤكد ان الاعداد لأبناء الاقلية اليهودية غير ما ذكره الباحث البحريني على الجلاوي، اذ ذكرت: "ادت الهجرة الى انخفاض عدد افراد الاقلية اليهودية من 422 الى 293 فرداً هاجر منهم في أبريل 1950 تقريباً 100 فرد الى بومباي في الهند ومنها الى اسرائيل، وربما هذه الهجرة بتنسيق مع اليهودي بولي، ثم لحق بهم 22 يهوديا في مايو 1953 على احدى طائرات شركة الخطوط الجوية البريطانية لما وراء البحار التي استأجرها بمبلغ 120 روبية لنقلهم الى اسرائيل.
ادت الهجرة السابقة الى انخفاض عدد افراد الاقلية اليهودية في البحرين وقد سهلت الحكومة البحرينية هجرتهم وافهمتهم انه من غير المسموح لهم بالعودة مرة اخرى الى البحرين، وربما كانت هذه الهجرة بتنسيق من اليهودية بولي، ثم لحق بهم 22 يهودياً في مايو 1953 على احدى طائرات شركة الخطوط الجوية البريطانية لما وراء البحار التي استأجروها بمبلغ 120 الف روبية لتنقلهم إلى إسرائيل، وقد ادت هذه الهجرات الى انخفاض عدد افراد الاقلية اليهودية في عام 1959 الى 149 فرد.
وكانت هذه الهجرات التي تمت حتى الخمسينات من القرن العشرين قد اتجهت الى اسرائيل، وكان المهاجرون من الطبقتين الوسطى والفقيرة بحثاً عن فرص عمل افضل حيث نقلت لهم صورة مغرية ومبالغ فيها عن الفرص الاقتصادية الثمينة التي تنتظرهم في اسرائيل لكونها دولة ناشئة تعتمد على النشاط الاقتصادي الحر، ولتضرر مصالحهم وعدم قدرتهم على الصمود في وجه المقاطعة الاقتصادية والاجتماعية التي تعرضوا لها من قبل المجتمع المحلي في البحرين، لذلك فليس لديهم ما يخسرونه، وخاصة الطبقة الفقيرة كما ان الطبقات اليهودية الفقيرة تصورت أن الافكار الصهيونية هي استمرار للتطلعات المسيحية التقليدية او هي تعبير عن العلاقة العميقة بالأرض المقدسة والاستيطان اليهودي القديم في فلسطين.

#### المرحلة الثانية: خلال ستينات القرن العشرين
جاءت هجرات الاقلية اليهودية من البحرين التي تمت خلال ستينات القرن العشرين على شكل هجرات أسرية او فردية من الطبقة اليهودية الثرية في البحرين وليست جماعية، ما عدا هجرة 30 يهودياً الى بريطانيا في عام 1967، حتى وصل عدد افراد الاقلية اليهودية في البحرين خلال العقد الأول من القرن الحادي والعشرين الى ما لا يتجاوز 40 فرداً.
وقد جاءت هذه الهجرة المتأخرة لعدم قدرة هذه الطبقة على الصمود في وجه المقاطعة الاقتصادية والاجتماعية منذ نهاية الاربعينات من القرن العشرين، حتى ازدادت الأمور سوءاً لطول فترة المقاطعة والتي استمرت حتى الستينات من القرن العشرين، كما ان هذه الطبقة الثرية لديها مصالح اقتصادية في البحرين ولا تستطيع استبدال ما هو معلوم بما هو مجهول وكان يعني بذلك الهجرة الى اسرائيل، ولكن اضطروا الى الهجرة، فهاجروا الى الدول الأوربية والولايات المتحدة الأمريكية، والسبب هو علاقاتهم الاقتصادية بالغرب واجادتهم للغات الأوربية ومعرفتهم بثقافاتها وخوفهم من مواجهة اي مشكلات اقتصادية في اسرائيل، علاوة على تخوفهم من المشكلات الطائفية والاجتماعية.

### العوائل اليهودية الى بقيت في البحرين
بقيت في البحرين بعض العوائل اليهودية ومازالت تمارس اعمالها ونشاطها التجاري، وبعض الاسواق التي يرتادونها، ولا يمكن التفريق بينهم وبين المحليين، وقد كان كبار السن منهم يجيدون اللغة العربية أكثر من الجيل الثاني الذي بدأ الاحتكاك في المحافل والمؤسسات الرسمية والأهلية، فنجد بعضهم دخل في مؤسسة حقوق الانسان وبعضهم الآخر في مؤسسات تختص بعضوية نيابية، واخرون لهم نشاطاتهم التي لها اتصال بالمجتمع المسلم في البحرين.
ومن بين العوائل التي بقيت عائلة النونو، وكوهين، ويادكار، وسويري، ومراد، وروبين، وروين وخضوري وهارون، وحسقيل، وحوقي، وغرجي، وزلوف، ومنشي، ويهوذا، لافتا الى ظروف كل عائلة ومكانتها ومشاهيرها في البحرين.
وتقول الاقلية اليهودية في البحرين انها تتمتع بحقوق كاملة مثل بقية البحرينيين، وتسمح الحكومة البحرينية لكل الديانات بإقامة مراكز العبادة واداء طقوسها الدينية بمن في ذلك اليهود، الا ان الكنيس اليهودي في المنامة شبه مهجورة ولا تؤدي فيه الصلوات بسبب عدم اكتمال النصاب في الاحوال العادية، غير أن وجوده في تقدير خضوري يشكل بعدا نفسيا مهما لشريحتها.

### موقف الاقلية اليهودية من الاتفاق البحريني الاسرائيلي
اصدرت الولايات المتحدة الامريكية والبحرين واسرائيل في 11 سبتمبر 2020 بياناً مشتركاً بشان السلام الذي أبرمته المنامة وتل ابيب، جاء فيه:
الرئيس دونالد ترامب، جلالة الملك حمد بن عيسى بن سلمان آل خليفة ملك البحرين، ورئيس وزراء اسرائيل بنيامين نتنياهو تحدثوا اليوم واتفقوا على اقامة علاقات دبلوماسية كاملة بين اسرائيل ومملكة البحرين. وهذ انجاز تاريخي لتعزيز السلام في الشرق الأوسط فتح حوار مباشر وسوف تتعزز العلاقات بين هذين المجتمعين والاقتصادات المتقدمة الايجابية لاجل التحول الى شرق اوسط افضل وزيادة الاستقرار والامن والرخاء في المنطقة. تعرب الولايات المتحدة عن امتنانها لمملكة البحرين على استضافتها في هذا الحدث التاريخي لورشة عمل السلام في المنامة في 25 يونيو 2019، للنهوض بقضية السلام والكرامة والفرص الاقتصادية للشعب الفلسطيني، وسيواصل الطرفان الجهود المبذولة في هذا الصدد للتوصل الى حل عادل وشامل ودائم للصراع الفلسطيني الاسرائيلي ولتمكين الشعب من تحقيق كامل اهدافه.
كما ذكر مستشار الرئيس الأمريكي جاريد كوشيز ان اتفاق اسرائيل والبحرين سيشمل فتح سفارتين في كلا الدولتين.
تم التأكيد من خلال هذا البيان على اعلان دولة البحرين التطبيع مع اسرائيل، وبذلك تكون البحرين ثاني دولة خليجية بعد الامارات العربية المتحدة تعلن بشكل رسمي بموجب هذا الاتفاق تطبيع العلاقات مع اسرائيل، والتي وصفها الفلسطينيون بالخيانة العظمى.
حضي الاتفاق البحريني الاسرائيلي بتأييد وتشجيع كبير من قبل الاقلية اليهودية المتواجدة في البحرين حيث لم تكن تحلم بالخطوة التي اقدمت عليها الحكومة البحرينية، واعدتها خطوة تاريخية ومفاجئة لها، حسب بيان ممثل مجموعة الاقلية اليهودية في البحرين ابراهيم داوود نونو، الذي قال في بيان رسمي نشرته وكالة البحرين للأنباء: "ان المجتمع اليهودي في البحرين متجانس مع نسيج المجتمع البحريني، سواء في الاعمال او في الثقافة، وهو مجتمع موجود في المملكة، ولدينا كنيس ومقبرة يعملان حتى يومنا هذا، وهذه لحظة تاريخية لم نتوقع أن نراها في حياتنا".
ومثله المستشارة البحرينية نانسي خضوري التي قالت: "انها تنظر للاتفاق البحريني مع اسرائيل بوصفه خطوة تاريخية هامة تجاه تحقيق السلام في منطقة الخليج العربي والشرق الأوسط، ذلك ان الحوار والعلاقات المباشرة بين البلدين ستساعد على البناء الايجابي وعلى دعم الاستقرار والامن والازدهار في المنطقة".

## الخاتمة
إن الاقلية اليهودية المتواجدة الآن في مملكة البحرين يعود تاريخها إلى النصف الثاني من القرن التاسع عشر والعقود الثلاث التي لحقتها، أي ان استقرارها يعود الى الفترات المتاخرة.
إن اغلب الاسر اليهودية التي استقرت في البحرين هي من اصول عراقية من المتواجدين في والوسط والجنوب، وكان لتدهور الأوضاع الاقتصادية والسياسية وراء هجرتهم من موطنهم الاصلي.
كان للموقع الجغرافي الذي كانت تتمتع به البحرين والاستقرار السياسي والنشاط الاقتصادي في تلك الفترة من اهم الاسباب وراء هجرة اليهود واستقرارهم في تلك المنطقة.
تعد القضية الفلسطينية والصراع العربي الاسرائيلي وما تعرضت له الاقلية اليهودية بعد عام 1948 في البحرين من مضايقات ومقاطعة اقتصادية واجتماعية سبباً رئيسياً في بداية هجرتهم من البحرين.
لا يزال عدد من الاسرة اليهودية مستقرة في البحرين حتى وقتنا الحاضر وتمارس مختلف الانشطة التجارية والاقتصادية ولها دور كبير في العملية السياسية في البحرين، وكانت مؤيدة وبشكل كبير الى عملية التطبيع التي حدثت مؤخراً مع إسرائيل.